# 村松亮太郎
村松 亮太郎（むらまつ りょうたろう、1971年5月5日 - ）は、日本の俳優、映画監督、演出家、クリエイティブディレクター、アートディレクター、映像クリエイター、3Dプロジェクションマッピングを得意とするディレクター。株式会社ネイキッド（英語表記：NAKED Inc.）代表。大阪府堺市出身。血液型A型。

## プロフィール
1988年、17歳の時、ショーン・ペンの「インディアン・ランナー」と出会い、その独自のスタンスに感銘を受ける。その後、役者としてCM / ドラマ等でキャリアを積みながら、1997年、“NAKED”を創設。TV、広告、MVなどジャンルを問わず活動を続ける。
2002年より脚本執筆など映画制作を開始し、2006年から2010年にかけて長編映画4作品を劇場公開。国際映画祭で50ノミネート、7つの賞を受賞する。
2011年から3Dプロジェクションマッピングをミュージックビデオ内で発表。2012年末に東京駅丸ノ内駅舎で開催された「TOKYO HIKARI VISION」の3Dプロジェクションマッピング総合演出、2014年「新江ノ島水族館ナイトアクアリウム」企画・演出・制作 を手掛けたことでも有名。

## 出版物
- 『村松亮太郎のプロジェクションマッピング SCENES by NAKED』KADOKAWA、2015年3月21日。ISBN 978-4-04-731721-5

## アート展
- 「Light & Nature ～Photography and the Art of Projection」（2014年12月10日 - 12月22日）

## 空間演出・イルミネーション演出
- 山下達郎「クリスマス・イブ」30周年×LA CITTADELLA　スペシャルコラボ企画「NATALE2013」イルミネーション噴水マッピングショー演出（2013年）
- 星野リゾート　リゾナーレ八ヶ岳「Gift-floating flow-」クリスマス3Dアートショー演出（2013年）
- デリ&レストラン「9STORIES」空間演出・プロデュース（2014年）
- 「ナイトアクアリウム（新江ノ島水族館）」企画／演出（2014年）
- 「[OMOHARA WHITE CHRISTMAS2014「Wishesー願いの泉ー」（東急プラザ 表参道原宿）]」イルミネーション・空間演出（2014年）
- 「川崎ラ・チッタデッラ NATALE  CHRISTMAS 2014」イルミネーション・空間演出（2014年）
- 星野リゾート　トマム「アイスビレッジ」演出（2014年）
- niko and...TOKYO 特集「PLAY MORE！」空間演出（2015年）
- スタービレッジ阿智「STAR VILLAGE CAFE by NAKED」空間演出（2015年）
- niko and...TOKYO 特集「夏休み何しよう？」内FIREWORKS＆ハイパー射的演出（2015年）

## 3Dプロジェクションマッピング
- ROOKiEZ is PUNK'D「ZERO SATISFACTION」MUSIC VIDEO（2011年）
- ティーナ・カリーナ「あんた」MUSIC VIDEO（2012年）
- 東京ミチテラス2012「TOKYO HIKARI VISION」（2012年）
- フェアリーズ「光の果てに」MUSIC VIDEO（2013年）
- 大塚製薬「POCARI SWEAT EEFECT」映像演出（2013年）
- ティーナ・カリーナ「しもた」MUSIC VIDEO（2013年）
- 東京国立博物館　特別展「京都-洛中洛外図と障壁画の美」3Dプロジェクションマッピング演出（2013年）
- 山下達郎「クリスマス・イブ」30周年×LA CITTADELLA　スペシャルコラボ企画「NATALE2013」イルミネーション噴水マッピングショー演出（2013年）
- 星野リゾート　リゾナーレ八ヶ岳「Gift-floating flow-」クリスマス3Dアートショー演出（2013年）
- 「ハコビジョン」（発売元：バンダイ）映像監修（2014年）
- 杉並区立和泉小学校3Dプロジェクションマッピング映像監修（2014年）
- 「TOKYOガンダムプロジェクト2014 ガンダムプロジェクションマッピング“‐ Industrial Revolution”‐to the future‐」映像演出（2014年）
- auスマートパス presents進撃の巨人プロジェクションマッピング「ATTACK ON THE REAL」映像演出（2014年）
- 「新江ノ島水族館　ナイトアクアリウム」企画／演出（2014年）
- NEWレオマワールド「Magical Night」～楽しくて愉快な夏のホラーファンタジー～　総合演出（2014年）
- あべのキューズモール「スノウアクアリウム」演出（2014年）
- 東京タワー「TOKYO TOWER CITY LIGHT FANTASIA」演出（2014年）
- 堺市博物館「SAKAI NIGHT MUSEUM」演出協力・制作（2015年）
- あべのハルカス「CITY LIGHT FANTASIA by NAKED」演出（2015年）
- 名古屋テレビ塔「CITY LIGHT FANTASIA by NAKED-万華鏡花火を星空に-」演出（2015年）

## 映画
- 「DAZE」（2002年）
- 「LIGHT MY FIRE」(2002年）
- 「ジブンナリ」（2003年）
- 「Sweet Optimism」（2003年）
- 「BLUE」（2004年）
- 「SKIN」（2006年）
- 「ANTI SEX」（2006年）
- 「LOVEHOTELS—ラヴホテルズ—」（2006年）
- 「HEY JAPANESE! Do you believe PEACE,LOVE and UNDERSTANDING? 2008 2008年、イマドキジャパニーズよ。愛と平和と理解を信じるかい?」（2008年）
- 「アリア」（2008年）
- 「ランブリングハート」(2010年）
- 山下達郎 「クリスマス・イブ」ショートフィルム(2013年）

### ミュージックビデオ
- デーモン小暮閣下「太陽がいっぱい」
- ROOKiEZ is PUNK'D「コンプリケイション」
- ROOKiEZ is PUNK'D「Eggmate of the year」
- ROOKiEZ is PUNK'D「Song for...」
- ROOKiEZ is PUNK'D「IN MY WORLD」
- 藍井エイル「MEMORIA」
- ブライアン新世界「LOW-HIGH BOOTS」
- DEEP「Callin you-memory ver.-」
- DEEP「Callin you-feel ver.-」
- シジマサウンズ「新生活」
- ROOKiEZ is PUNK’D「ZERO SATISFACTION」
- 小柳ゆき「MacArthur Park」
- ROOKiEZ is PUNK'D「Feeling this」
- DEEP「GO」
- ティーナ・カリーナ「あんた」
- 吉田山田「メリーゴーランド」
- CHEESE CAKE 「哀しみのブランコ」
- ダイアモンドユカイ「蒼き狼達のバラッド」
- Mスリー「夢見るダンシングドール」
- ティーナ・カリーナ「あかん」
- フェアリーズ「光の果てに」
- DEEP「I Promise You」
- GAKU-MC「希望のアカリ」

### テレビ
- NTV「金田一少年の事件簿」 劇中CG
- NTV「火曜サスペンス劇場」 オープニングタイトル / アバン
- NTV「ラビリンス」オープニングタイトル
- NTV「バーチャルガール」オープニングタイトル
- NHK大河ドラマ「軍師官兵衛」オープニングタイトル（2014年）

## 出演
- ONE hour Sense〜1Hセンス「富士山の麓」（2013年4月28日、フジテレビ系）[3]
- PON!（2013年8月2日、日本テレビ系）
- 心ゆさぶれ!先輩ROCK YOU（2013年10月5日、日本テレビ系）
- PON!（2013年10月15日、日本テレビ系）
- NEWS ZERO（2013年10月22日、日本テレビ系）
- ひるまえほっと（2013年11月11日、NHK総合）
- スッキリ!!（2013年11月25日、日本テレビ系）
- WBSワールドビジネスサテライト（2013年12月13日、テレビ東京系）
- Oha!4 NEWS LIVE（2013年12月23日、日本テレビ系）
- 哲人の告白（2014年1月13日、メーテレ）
- ZIP!（2014年4月11日、日本テレビ系）
- Colors〜自分ヲ彩る色〜（2014年4月27日、BS朝日）
- 夏目と右腕（2014年5月17日、テレビ朝日系）
- 王様のブランチ（2014年7月19日、TBS系）
- スッキリ!!（2014年7月22日、日本テレビ系）
- PON!（2014年7月21日、日本テレビ系）
- バンクルワセ（2014年10月6日、CX系）
- スッキリ!!（2014年11月14日、日本テレビ系）
- THE MANZAI2014（2014年12月14日、CX系） - オープニング演出での生コメント出演

### 役者出演
- 金田一少年の事件簿（1996年、日本テレビ系） - 難波昌平 役
- 変[HEN]（1996年・テレビ朝日系） - 原田英人 役
- サイコメトラーEIJI（1997年、日本テレビ系） - 日下部淳也 役
- ハッピーマニア（1998年、フジテレビ系） - 田村純 役

## 映画祭ノミネート /  受賞歴

### 「DAZE」（2002）
- 2005 コレドショートフィルムフェスティバルノミネート
- 2006 トロント日本短編映画祭招待作品

### 「LIGHT MY FIRE」(2002）
- 2003 水戸短編映像祭正式上映
- 2003 resfest2003正式上映
- 2004 ドレスデン国際映画祭正式上映
- 2004 ボストン国際映画祭ノミネート
- 2004 FESTIVAL OF NATIONS ノミネート
- 2004 ウッドストック国際映画祭ノミネート
- 2004 トロント日本短編映画祭2004ノミネート
- 2004 アンカレッジ国際映画祭ノミネート
- 2005 エゾノフィルムフェストベルリン2005ノミネート
- 2005 プレアデス短編映画祭コンペティション部門正式招待

### 「ジブンナリ」（2003）
- 2004 LA国際短編映画祭ノミネート
- 2005 ドーソンシティ国際映画祭ノミネート

### 「Sweet Optimism」 （2003）
- 2004 釜山アジア短編映画祭ノミネート
- 2004 ショートショートフィルムフェスティバルノミネート
- 2004 L.A国際短編映画祭ノミネート
- 2004 ハワイ国際映画祭ノミネート
- 2005 クレルモンフェラン短編映画祭ノミネート
- 2005 ローマインディペンデント映画祭ノミネート
- 2005 ドレスデン国際短編映画祭正式招待作品
- 2005 サンジオビデオフェスティバルノミネート
- 2005 トロントジャパニーズフィルムフェスティバル2005特別招待作品
- 2005 シエナ国際短編映画祭ノミネート

### 「BLUE」（2004）
- 2005 ドレスデン国際短編映画祭ノミネート
- 2005 釜山アジア短編映画祭ノミネート
- 2005 シネマパラダイス映画祭ノミネート
- 2005 オーバーグ国際映画祭ノミネート
- 2005 バルセロナ国際短編映画祭ノミネート
- 2005 イズメイリアドキュメンタリー&ショートフィルムフェスティバルノミネート
- 2005 コーク映画祭ノミネート
- 2005 アシアナ国際短編映画祭ノミネート
- 2005 レゲンバーグ短編週間ノミネート
- 2005 サンフランシスコ国際アジアアメリカ映画祭ノミネート
- 2006 サンディエゴアジア国際映画祭招待作品

### 「ANTI SEX」（2006）
- 2007 トロント日本短編映画祭観客賞受賞
- 2007 釜山アジア短編映画祭ノミネート

### 「LOVEHOTELS-ラヴホテルズ-」（2006）
- 2008 ニッポンコネクションノミネート
- 2008 KINOTAYO映画祭ノミネート

### 「ヘイジャパ！」（2008）
- 2008 KINOTAYO映画祭観客賞受賞

### 「アリア」（2008）
- 2008 サンパウロ国際映画祭ノミネート